# Oulton, Stone Rural
Oulton är en by i Staffordshire i England. Byn ligger 12,5 km från Stafford. Orten har 621 invånare (2015).